# Orchestra sinfonica della radio di Vienna
L'Orchestra sinfonica della radio di Vienna (Tedesco: Radio-Symphonieorchester Wien, o RSO Wien) è l'orchestra dell'emittente nazionale austriaca Österreichischer Rundfunk (ORF). Fondata nel 1969 con il nome di ORF-Symphonieorchester (Orchestra sinfonica della ORF), è l'unica orchestra radiofonica del paese. Ha acquisito il suo nome attuale nel 1996.
A differenza della maggior parte delle altre orchestre austriache, la RSO Wien ha una notevole attenzione alla musica classica contemporanea.

## Storia
Milan Horvat è stato il primo direttore d'orchestra dell'orchestra, dal 1969 al 1975. Durante il mandato di Bertrand de Billy come direttore principale dell'orchestra, dal 2002 al 2010, ebbe controversie con la direzione sui finanziamenti e sul permanente status dell'orchestra. Nel gennaio 2009 la RSO Wien annunciò la nomina di Cornelius Meister come settimo direttore principale, dalla stagione 2010-2011 e con un contratto iniziale fino ad agosto 2014. Meister diresse la Vienna RSO in una registrazione commerciale della musica di Gottfried von Einem. Nell'aprile 2016 l'orchestra annunciò che Meister avrebbe concluso il suo mandato con Vienna RSO nel 2018 al termine della sua più recente estensione del contratto.
Nel 2014 Marin Alsop fu la prima direttrice ospite a dirigere la Vienna RSO. Nel gennaio 2018 la RSO di Vienna annunciò la nomina della Alsop come suo prossimo direttore principale, con effetto dal 1º settembre 2019, con un contratto iniziale di 3 anni. È la prima donna a dirigere nel ruolo di direttore principale della Vienna RSO. La Alsop ricoprirà il ruolo di direttore d'orchestra designato con effetto immediato, fino alla stagione 2018-2019.

## Sale da concerto
L'orchestra si esibisce in una serie di sale da concerto, tra le quali le seguenti:
- Radiokulturhaus, Vienna
- Wiener Konzerthaus
- Theater an der Wien
- Musikverein

## Direttori principali
- Milan Horvat (1969–1975)
- Leif Segerstam (1975–1982)
- Lothar Zagrosek (1982–1986)
- Pinchas Steinberg (1989–1996)
- Dennis Russell Davies (1996–2002)
- Bertrand de Billy (2002–2010)
- Cornelius Meister (2010–2018)
- Marin Alsop (2019–)